# Kapuzinerkirche (Wiener Neustadt)

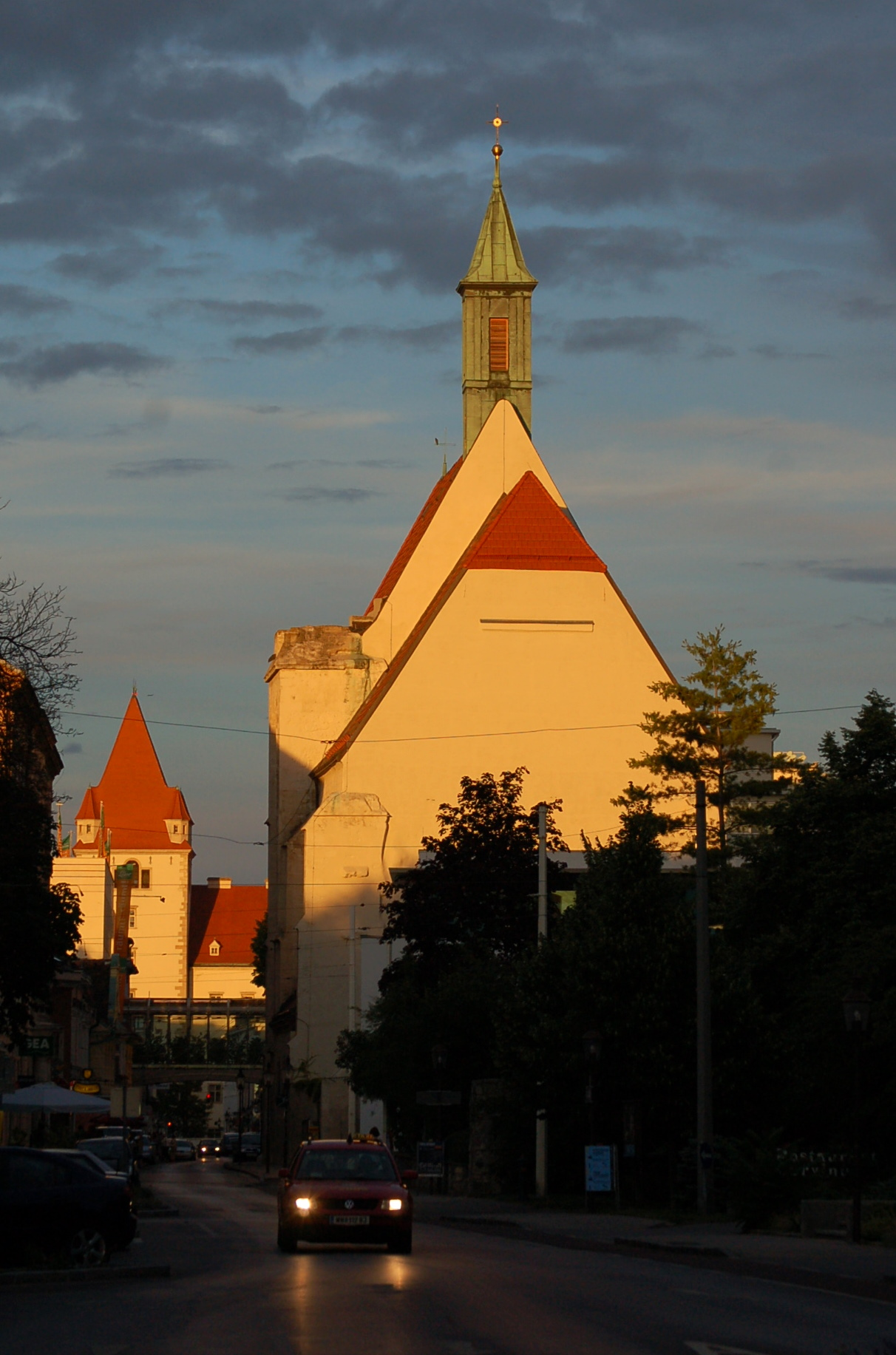
Kapuzinerkirche in der Bahngasse

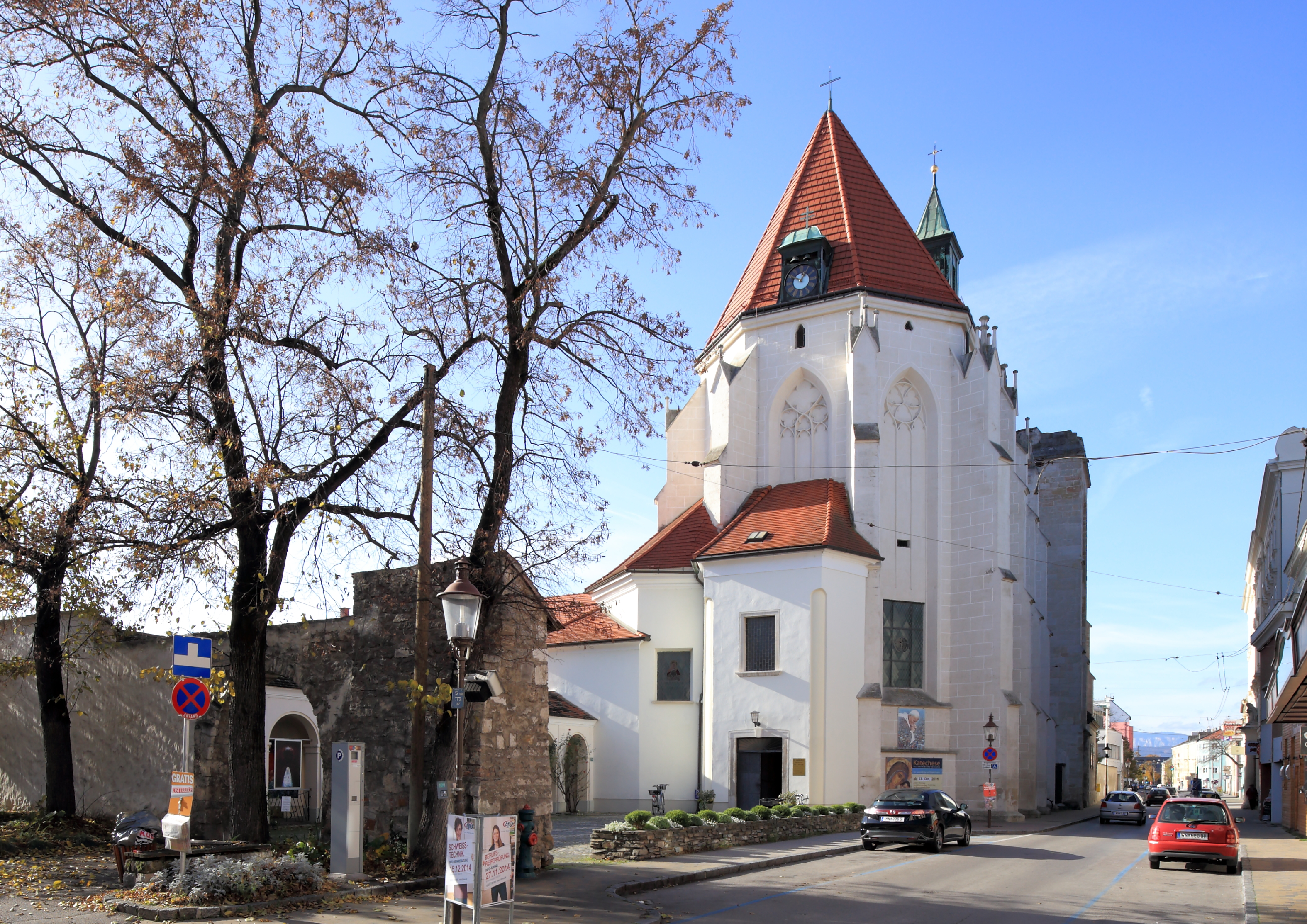
Nordostansicht der Klosterkirche

Die Kapuzinerkirche Hl. Jakob ist eine römisch-katholische hochgotische Minoritenkirche und später barockisierte Klosterkirche der Kapuziner in Wiener Neustadt in der Bahngasse 23. An die Kirche schließt ein frühbarockes Kapuzinerkloster mit einem Klostergarten an.

## Geschichte
Vor 1250 wurde ein Franziskanerkloster (fratres minores, Minderbrüder oder Minoriten) innerhalb der Stadtmauern in der Südwestecke Wiener Neustadts gegründet. Die Minoritenkirche wird zu einem Ablass für Kirchenbesucher im Jahre 1267 urkundlich genannt. Der bestehende Langchor wurde um 1330 errichtet. In der Reformation ging das Kloster unter. Im Jahre 1623 wurde die Ruine an die Kapuziner übergeben, welche einen Umbau des Klosters begannen. Der Nordturm der Kirche wurde beim Stadtbrand im Jahre 1625 teilweise zerstört. In den Jahren 1628 und 1629 wurden Altäre geweiht.

## Klosterkirche Hl. Jakob
Teile des mittelalterlichen Baus der Minderbrüder wurden mit Bauteilen um 1330 ergänzt, Westlich wurde mit einem Dachreiter ergänzt. Um 1483 wurde ein spätgotischer Nordturm aufgesetzt.
Der Langchor wurde von 1623 bis 1628 zu einem frühbarocken Saalraum umgestaltet und nach Westen mit einem geraden geschlossenen Altarraum umorientiert. Dabei wurde die gotische Ruine teils abgemauert, teils oben gekappt. Ein Tonnengewölbe mit Stichkappen wurde in die halbe Höhe des ehemaligen gotischen Innenraumes gesetzt. Über dem barocken Tonnengewölbe ist die gotische Architektur mit Gewölbediensten, Schildrippen, Rippenansätzen und vermauerte Maßwerksfenster erhalten, das gotische Gewölbe fehlt.
Im südseitigen ehemaligen gotischen Chorschluss ist eine dreibogige kreuzrippenüberwölbte Sitznische mit Köpfen an Blütenschlusssteinen und einem Blendmaßwerk an der Rückwand. Von den Kapuzinern wurde östlich im 17. Jahrhundert ein schmuckloser sechseckiger Vorraum beigestellt. Von der gotischen Wandmalerei sind nur noch unbestimmbare Fragmente erhalten.
An der Hochaltarwand ist eine Kreuzigungsgruppe aus dem 18. Jahrhundert. In einer Nische ist ein ehemaliges Altarbild Franziskus, in der südseitigen Kapelle trägt der Altar das Altarblatt Felix von Cantalice mit Christuskind und Maria, beide von Anton Wagenschön aus dem 18. Jahrhundert.
Der im Jahre 1747 geweihte Gnadenaltar in der Konradkapelle trägt einen Reliquien-Glassarkophag des hl. Bruders Konrad. Darüber sind gotische Statuen Maria mit Kind und Jakobus der Ältere vom Wiener Neustädter Minoritenmeister um 1330. In der Konradkapelle ist ein Votivbild Hl. Florian mit der Ansicht der brennenden Stadt Wiener Neustadt vom Maler G. A. Waßhuber, welche den Stadtbrand von 1699 darstellt.
In der annähernd quadratischen platzlgewölbten Dreifaltigkeitskapelle gibt es ein Altarbild Dreifaltigkeit vom Pater und Maler Dariusz Kochanski aus dem Jahre 2000. Über der Dreifaltigkeitskapelle ist ein quadratischer Raum mit spätgotischem Kreuzrippengewölbe aus dem 15. Jahrhundert, ehemals ein Langhausgewölbe der Minoritenkirche, welche im 17. Jahrhundert mit einem Stiegenhaus und Türen und Regalen zur Klosterbibliothek ausgebaut wurde.
Es gibt einen barocken Taufbrunnen mit Muschelbecken und Baluster aus dem 17. Jahrhundert. Die Orgel ist aus dem Jahre 1905.
Östlich der Kirche verläuft entlang der Bahngasse ein neunachsiger Arkadengang mit Platzlgewölben zwischen Gurtbögen und wird Leidensgang genannt. Die dazugehörigen Statuen und Statuengruppen, um das Jahr 1700 entstanden, aus der Passion Christi, wie Kreuztragung, Ecce homo, Ölberg, Abschied von Maria, Christus an der Martersäule, Dornenkrönung, sind derzeit deponiert.